# Kalle Almlöf
Karl Henrik "Kalle" Almlöf, född 24 februari 1947 i Malung, är en svensk spelman, känd bland annat för att på 1970-talet ha satt Västerdalarna på den svenska folkmusikkartan. Innan Almlöf blev pensionär arbetade han länge som lärare på Malungs Folkhögskola.
Almlöf gav på 1970-talet ut skivan Västerdalton tillsammans med Anders Rosén. Denna skiva var stilbildande för den gröna vågens nya spelmän. De två kastade många av de konstmusikaliska konventioner som hade starkt förändrat normerna för det folkliga fiolspelet med den offentliga uppmärksamhet det hade fått under 1900-talet; efter mönster av vissa äldre spelmän höll de fiolen mot bröstet istället för att använda axelstöd, använde så kallade "kvartstoner" och ackompanjerade sig själva med borduntoner[källa behövs]. Almlöf har senare delvis återgått till ett mera konstmusikaliskt påverkat spelsätt, gärna med fint utmejslat detaljarbete.

## Priser och utmärkelser
- 1996 – Zornmärket i guld[3]
- 2014 – Medaljen för tonkonstens främjande "för sin betydelsefulla verksamhet som utövare, traditionsbärare och förnyare av västerdalarnas spelmanstraditioner."[4]

## Diskografi
- 1972 – Västerdalton (med Anders Rosén och Dansar Edvard Jonsson)
- 1973 – Bergtagen (med Merit Hemmingson och Björn Ståbi och Pers Hans och flera)
- 1975 – Pilvedsflöjt och Hednaskri (med Björn Ståbi)
- 1975 – Stamp, Tramp och Långkut (med Anders Rosén mfl)
- 1977 – Tre spelmän (med Pers Hans Olsson och Björn Ståbi)
- 1981 – Kalle Almlöf (mfl)
- 1985 – Spritt Mor Esamin (solo)
- 1989 – Hopspelt (med Jonny Soling)
- 1994 – Hopp Tussilunta, Låtar Från Särna (med Anders Rosén och Per-Olof Moll)
- 1997 – Lejsmelåtar
- 2000 – Malungslek (med Anders Almlöf)
- 2005 – Öst och väst med Jonny Soling.[5]

## Filmografi
- 1980 – Trollsommar